# Operação Rolling Thunder

Compilado de imagens de aeronaves da força aérea e da marinha dos Estados Unidos bombardeando o Vietnã durante a Operação Rolling Thunder.

A Operação Rolling Thunder foi um grande programa de bombardeio aéreo gradual e sistemático conduzido contra o Vietnã do Norte feito por Forças Aéreas e Navais dos Estados Unidos e do Vietnã do Sul, que começou em 2 de março de 1965 e foi até 1 de novembro de 1968, durante a Guerra do Vietnã.
A operação teve quatro objetivos principais que evoluíram ao longo do tempo: elevar a moral do regime do Vietnã do Sul, persuadir o Vietnã do Norte a cessar o seu apoio à insurgência comunista no sul sem ter que realmente enviar qualquer força terrestre ao norte comunista, destruir o sistema de transportes, a base industrial e as defesas aéreas do Vietnã do Norte, e por um fim no fluxo de homens e materiais ao Vietnã do Sul. A realização destes objetivos se mostrou muito difícil devido as restrições impostas aos Estados Unidos e seus aliados pelas exigências da Guerra Fria e devido ao maciço apoio dado ao Vietnã do Norte por seus aliados comunistas, a União Soviética e a República Popular da China.
A operação se tornou a batalha aérea/terrestre mais intensa travada durante o período da Guerra Fria; de fato, foi a campanha militar mais difícil realizada por Forças dos Estados Unidos desde os bombardeios sobre a Alemanha durante a Segunda Guerra Mundial, sendo que durante a Operação foram lançados duas vezes mais bombas sobre o Vietnã do que na Europa toda durante a Segunda Guerra.
Apoiados por seus aliados, o Vietnã do Norte mostrou uma potente mistura de defesas anti-aéreas sofisticadas com mísseis terra-ar e armas antiaéreas convencionais, criando um dos sistemas de defesa mais eficientes que os militares americanos já enfrentaram. Como uma das campanhas aéreas mais longas de todos os tempos, a Rolling Thunder terminou como um fracasso estratégico ao fim de 1968 tendo atingido nenhum de seus objetivos primários, apesar de ter infligido sérios danos ao Vietnã do Norte e sua infraestrutura.

## Fotos da Operação

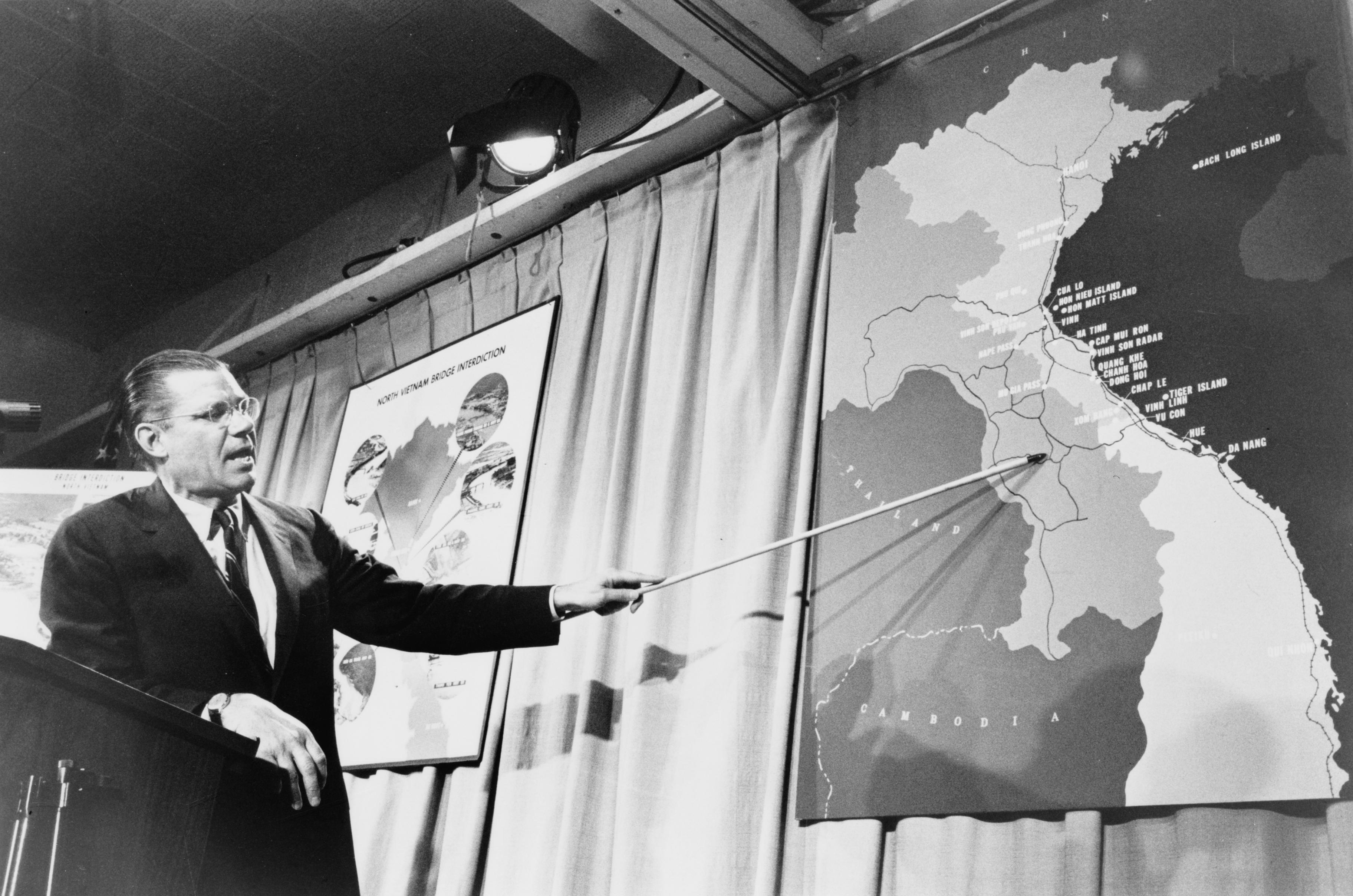
O Secretário de Defesa americano Robert McNamara instruindo a imprensa à respeito da operação.
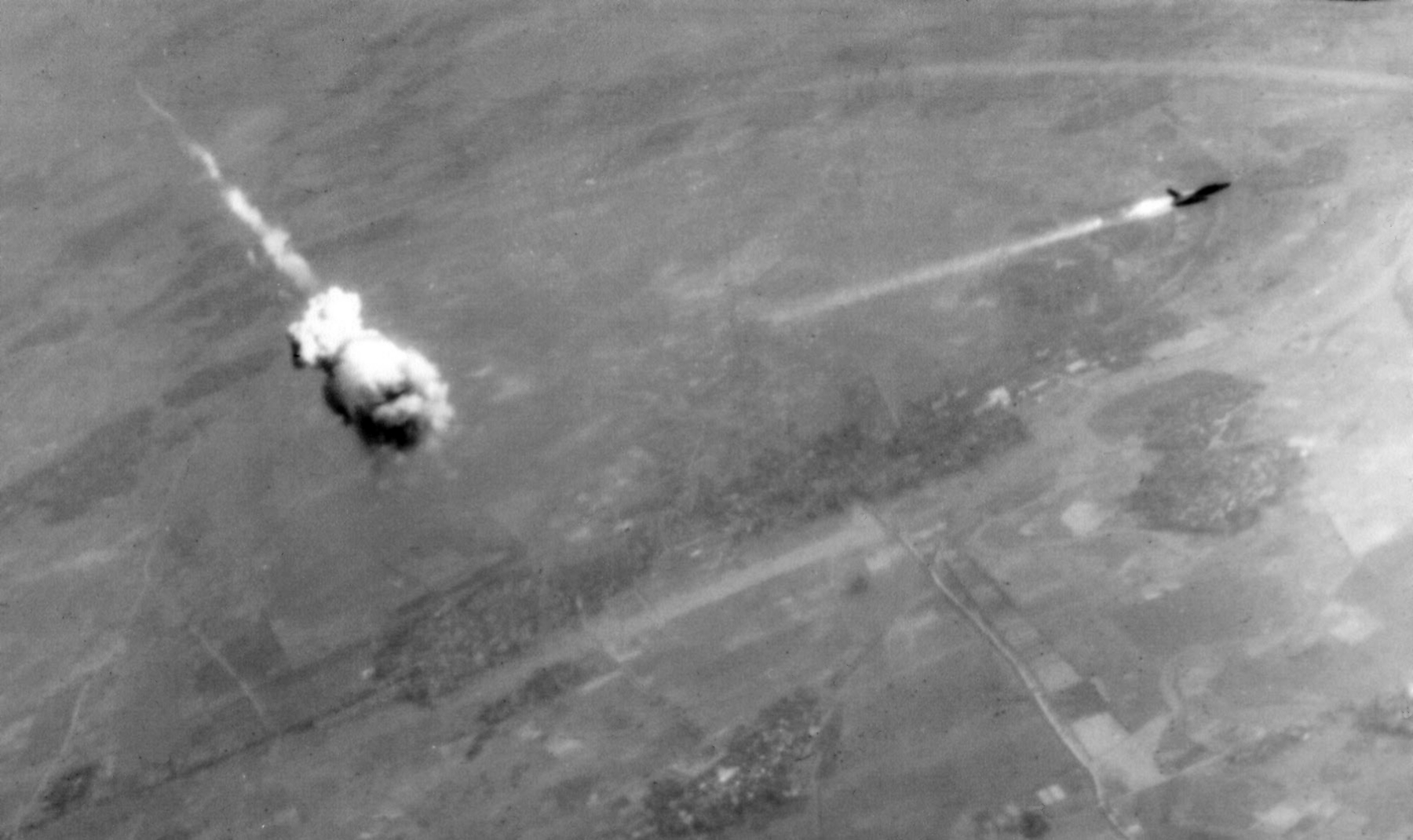
Um F-105D americano sendo atingido por um míssil SA-2 vietnamita.
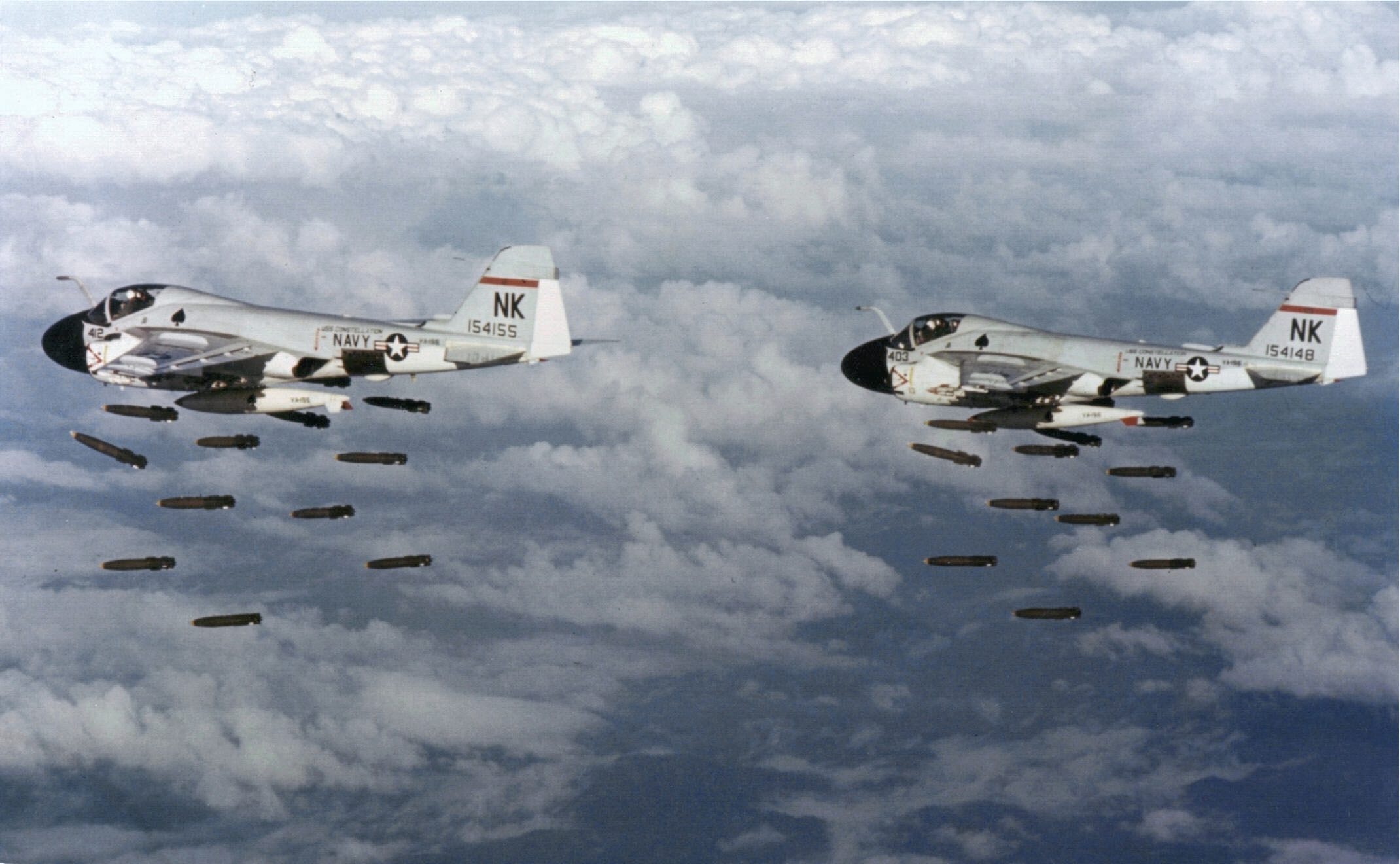
Caças A-6A Intruder da marinha americana em missão de bombardeio em 1968.
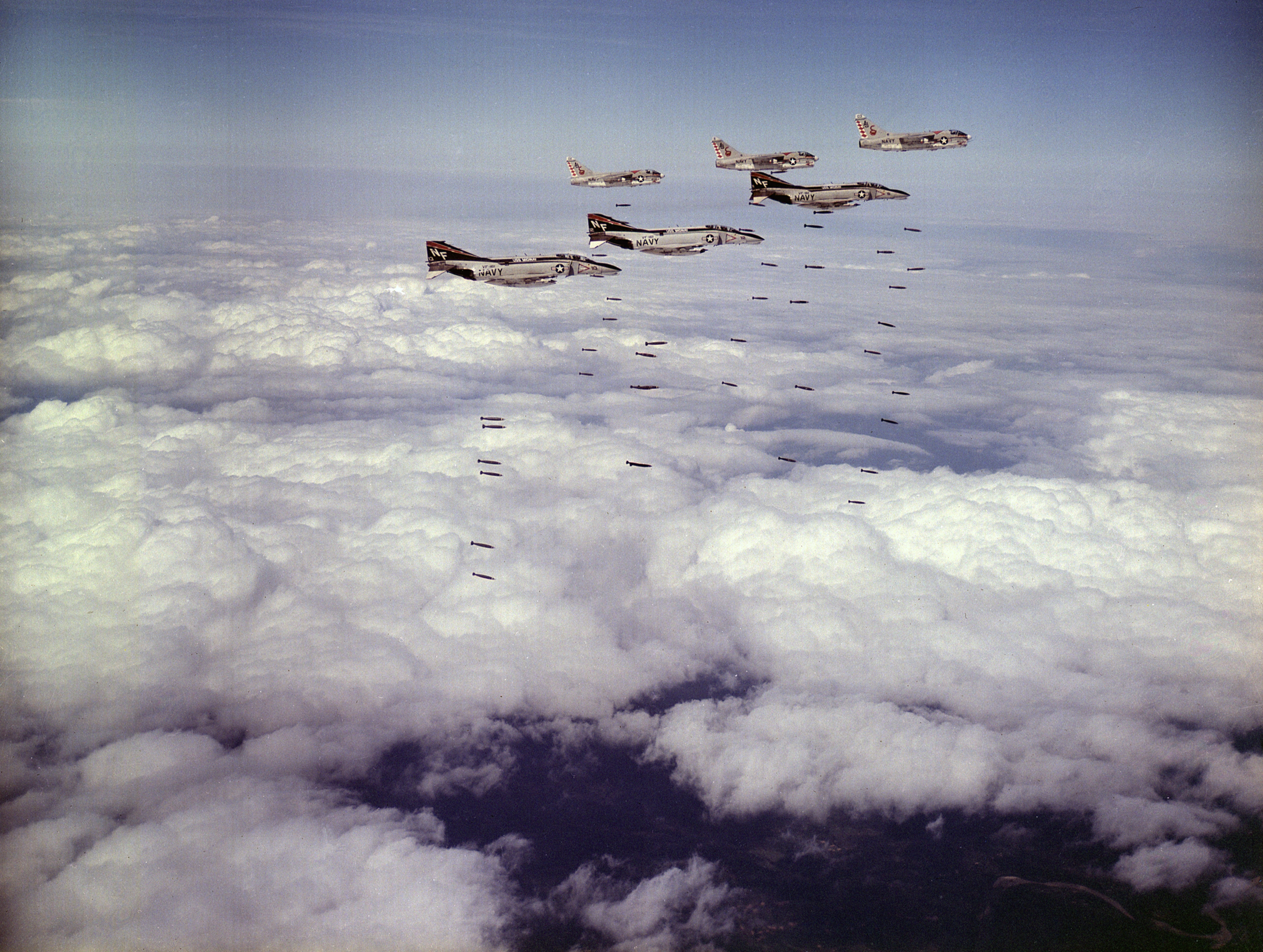
Aviões americanos bombardeando áreas no Vietnã do Norte durante a operação.
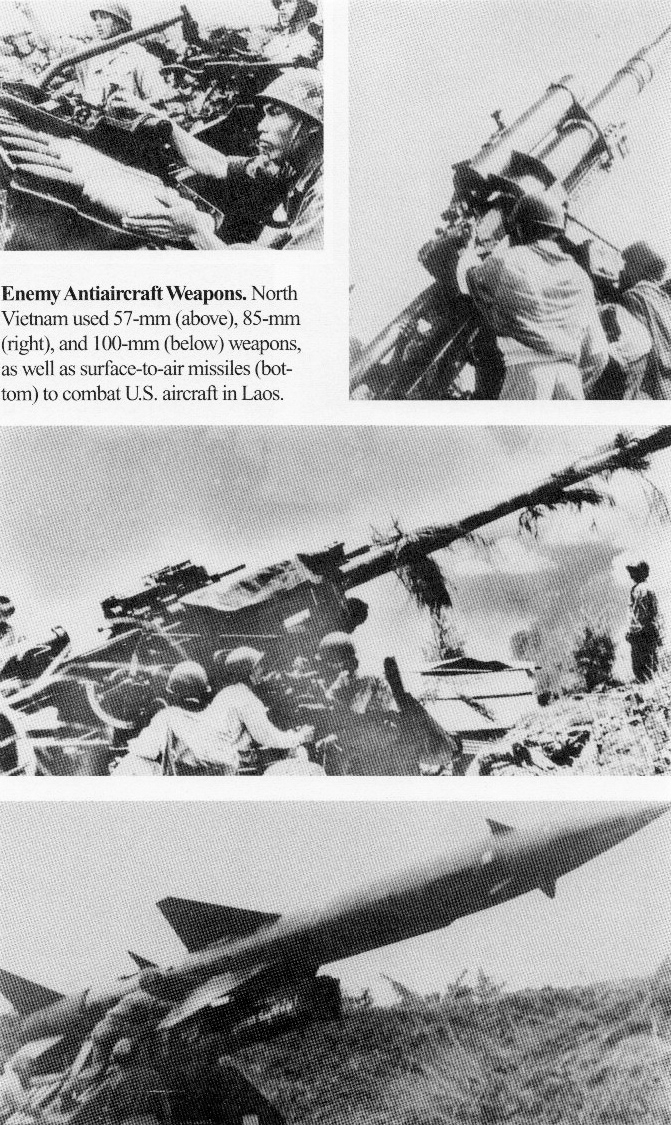
Armas anti-aéreas Norte vietnamitas.
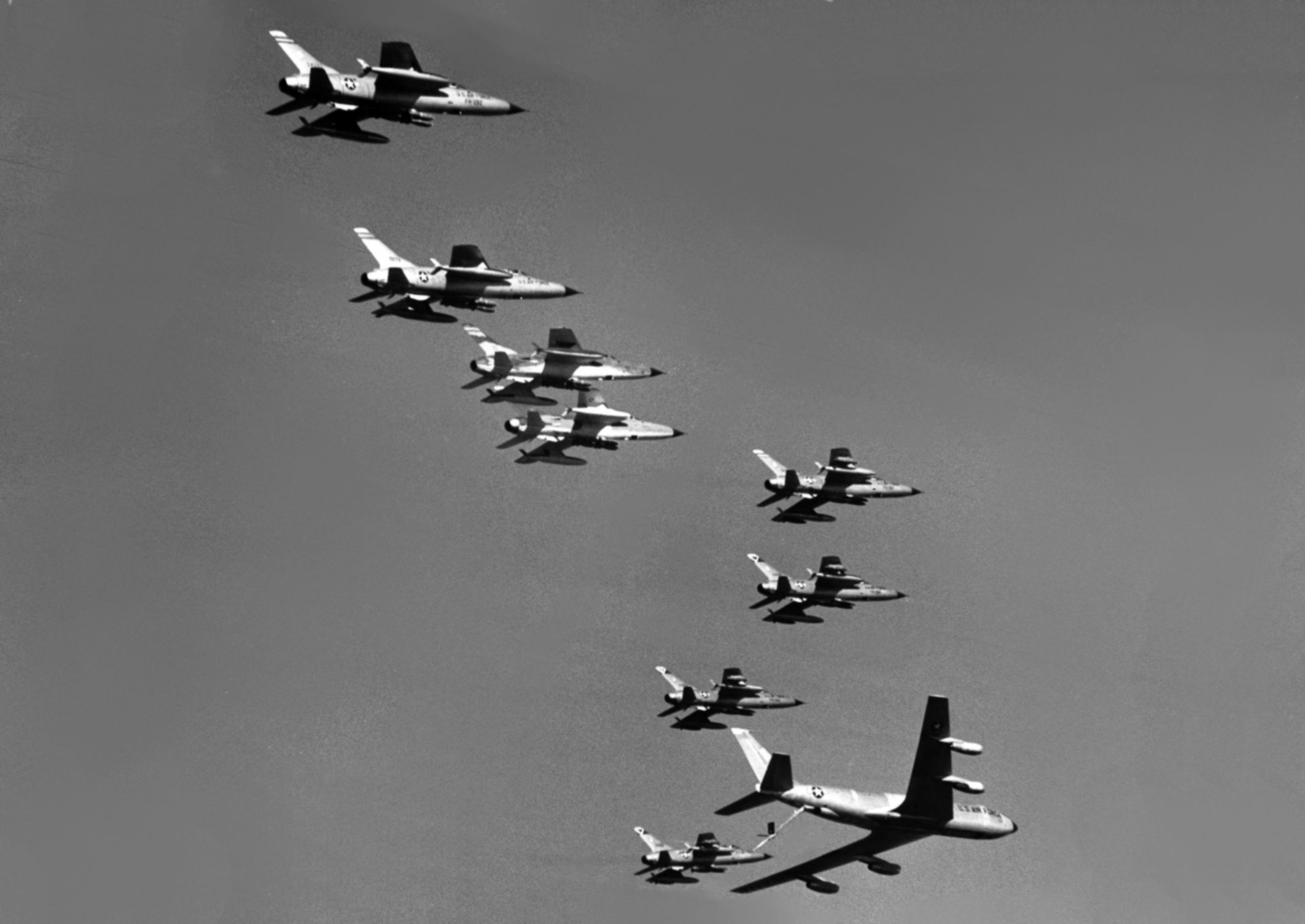
Caças norte-americanos sobre o Vietnã em 1965.
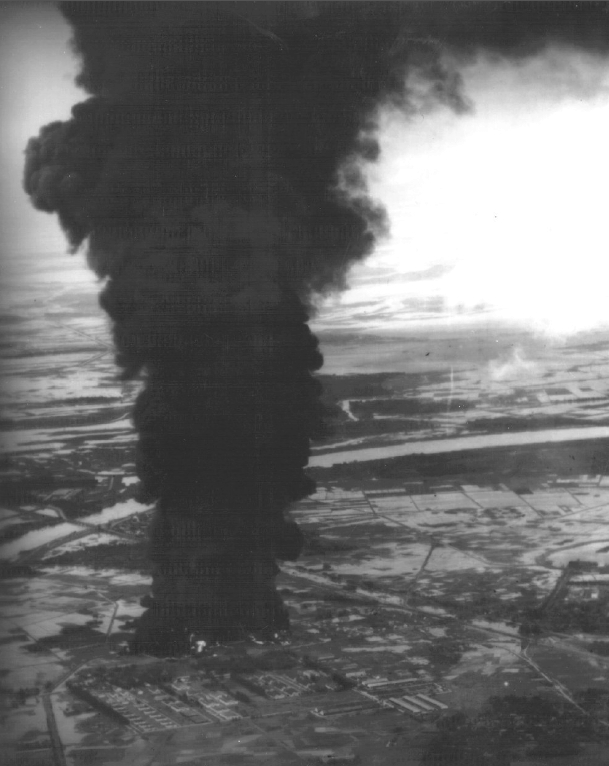
Uma instalação petrolífera em Hanói queimando após ter sido bombardeado.
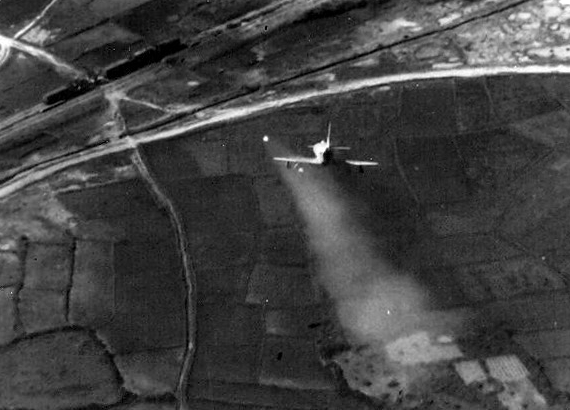
Um caça A-4E americano atacando uma linha ferroviária no Vietnã do Norte.